# Famille de Bigault
 (février 2020).
La famille de Bigault est une famille subsistante de la noblesse française.

## Origine
La famille de Bigault, de noblesse d'extraction chevaleresque (1562), ayant participé aux croisades, avec Raoul de Bigault (1096-1145) originaire du duché de Berry, s'établit comme gentilhomme-verrier en Lorraine depuis le XVIe siècle. Elle fournit de nombreux officiers dans les armées françaises.

## Membres
- Louis de Bigault de Signemont (1732-1796), maréchal de camp, commandant général des gardes nationaux du département de la Meuse, commandant de la citadelle de Longwy et de la place de Sarrelouis, maire de Neuvilly-en-Argonne.
- Jean de Bigault de Préfontaine (1734-), commandant et intendant du Clermontois.
- Louis Nicolas de Bigault d'Aubréville (1765-1794), commandant de l'artillerie de l'île Bourbon, député à l'Assemblée coloniale en 1794
- Abbé Louis-François de Bigault d'Harcourt (1768-1832), religieux, bibliothécaire, orateur et homme de lettres, directeur du collège de Laval et du collège de La Flèche.
- Emmanuel de Bigault d'Aubreville (1776-1828), militaire, chef de la police de Montréal.
- Charles de Bigault de Cazanove (1787-1867), fondateur de la maison de champagne « Charles de Cazanove » en 1811.
- Gabriel de Bigault de Boureuille (1807-1893), Major de Polytechnique (1826), Inspecteur général des mines, Commissaire du gouvernement, Maire de Louveciennes, Directeur des Mines, Secrétaire général du Ministère de l'Agriculture, du Commerce et des Travaux publics, conseiller d'État.
- Achille Nicolas de Bigault d'Avocourt (1812-1886), général de brigade.
- Charles Nicolas de Bigault de Cazanove (1818-1903), homme d'affaires, directeur des « Champagne Charles de Cazanove », président de la Société d’horticulture de l’arrondissement d'Épernay.
- Amaury de Bigault de Cazanove (1845-1916), militaire, poète[1].
- Charles de Bigault de Casanove (1847-1910), homme de lettres et traducteur.
- Maurice de Casanove, homme de lettres, directeur du Cri de Paris, directeur littéraire de la Librairie Ollendorff.
- Louis Paul Gaston de Bigault du Granrut (1872-1953), Général de corps d'armée, Sous-chef d'état-major des armées, Commandant supérieur des troupes du Levant(1929).
- André-Louis de Bigault de Casanove (1876-1954), administrateur général de l'Inscription maritime.
- Bernard de Bigault du Granrut (1920-2009), avocat, bâtonnier du barreau de Paris.
- Paul de Bigault de Cazanove (1921-1988), vice-amiral d'escadre, commandant de l'école navale, préfet maritime de Brest, chef du cabinet militaire du Premier ministre.
- Claude de Bigault du Granrut (1929- ), née de Renty, vice-président du Conseil régional de Picardie, président par intérim du Comité des régions.
- Patrick de Bigault de Casanove (1959), docteur en médecine, maire d'Ondres, président du Cercle Frédéric-Bastiat.
- Olivier de Bigault de Cazanove, École normale supérieure, Agrégé d'histoire, Membre de l’École française de Rome, Directeur du Centre Jean-Bérard (Naples), Professeur d’archéologie à l'Université de Paris I Panthéon-Sorbonne
- Alice de Bigault de Casanove, (1980) née à Sète, Présidente du Comité ISO TC 279 sur le management de l'innovation

## Propriétés

### Châteaux
- Abbaye de Lachalade
- Château de Salles
- Château d'Avize
- Château des Fontaines
- Château de Maison-Rouge
- Château de Granrut (Barbentane)
- Château du Four de Paris

### Verreries
- La Harazée
- Le Four de Paris
- la Chalade
- Le Neufour
- Le Claon
- Les Islettes
- La Vignette
- Les Senades
- La Controllerie
- Courupt
- Belle-Fontaine
- Châtrice
- Boureuilles

## Alliances notables
de Bonnay, de Dorlodot, de Condé, du Houx, d'Anglemont de Tassigny, Lanson, Ruinart de Brimont, de Saintignon, de Beffroy, de Renty, Poitevin de Fontguyon, Huvier du Mée, Teisserenc, Boursin-Dubouché, Savary de Beauregard, de Puget de Barbentane, Mery de Bellegarde, Gautier de Charnacé, de Dienne, d'Ariste, Colas des Francs, Firino-Martell, Huvier du Mee, Thellier de Poncheville, de Taffanel de la Jonquière, de Kerret, Perret de La Sagne de Valangin, de Trogoff du Boisguézennec, Bonnefoy des Aulnais, Prigent de Kerallain, Lafage-Leclerc, …

## Pour approfondir